# Anantnag (stad)
Anantnag is een stad in het Indiase unieterritorium Jammu en Kasjmir. Het is de hoofdplaats van het gelijknamige district Anantnag.

## Demografie
Volgens de Indiase volkstelling van 2001 wonen er 63.437 mensen in Anantnag, waarvan 55% mannelijk en 45% vrouwelijk is. De plaats heeft een alfabetiseringsgraad van 60%.